# 电白盐场
电白盐场是位于中国广东省茂名市电白区一个类似乡级单位。

## 行政区划
下辖以下地区：
电白盐场虚拟社区。